# Томак, Сид
Сид Томак (англ. Sid Tomack; 8 сентября 1907 года — 12 ноября 1962 года) — американский актёр кино и телевидения 1940-50-х годов.
Наиболее значимыми фильмами в карьере Томака стали «Двойная жизнь» (1947), «Подставленный» (1947), «Сила зла» (1948), «Я люблю трудности» (1948), «Бессмысленный триумф» (1948), «Дом незнакомцев» (1949), «Псевдоним Ник Бил» (1949), «Стучись в любую дверь» (1949), «Переулок» (1950), «Прожигая жизнь» (1954), «Моя сестра Эйлин» (1955) и «Последний поезд в Ганн-Хилл» (1959). На телевидении Томак играл постоянную роль в успешном ситкоме «Жизнь семейства Райли» (1949-50).

## Ранние годы и начало карьеры
Сид Томак родился 8 сентября 1907 года в Бруклине, Нью-Йорк. Он начал свою карьеру в музыкально-танцевальной эстрадной группе «Сид Томак и братья Рейс». Позднее Томак совершенствовал профессиональное мастерство в роли ведущего мероприятий на курортах в горах Кэтскилл, штат Нью-Йорк.

## Карьера в кино
Томак дебютировал в кино в небольшой роли репортёра (без указания в титрах) в криминальной мелодраме «Забытые девушки» (1940), однако в следующий раз появился на экране лишь в 1944 году, сыграв небольшие роли в военной комедии «Волна, женский армейский корпус и морпех» (1944), а также музыкальных комедиях «Песня открытой дороги» (1944) и «Возбуждение в Бразилии» с Эвелин Кейс (1946).
С 1947 года по 1951 год Томак, по словам историка кино Карен Хэннсберри, играл преимущественно в фильмах нуар. В эти годы он снялся в таких заслуживающих внимания фильмах жанра, как «Подставленный» (1947) с Гленном Фордом, «Двойная жизнь» (1947) с Рональдом Колманом, «Бессмысленный триумф» (1948), «Сила зла» (1948) с Джоном Гарфилдом, «Я люблю трудности» (1948) с Франшо Тоуном, «Дом незнакомцев» (1949) с Эдвардом Г. Робинсоном, «Брошенная» (1949) с Деннисом О’Кифом, «Переулок» (1950) с Фарли Грейнджером и «Свидание с опасностью» (1951) с Аланом Лэддом. По свидетельству Хэннсберри, «в каждом из этих фильмов Томак сыграл небольшие роли, часто без указания в титрах. Среди сыгранных им персонажей были бармены, торговцы крадеными драгоценностями и проводники, а в трёх фильмах он сыграл официанта».
Помимо фильмов нуар на рубеже 1940-50-х годов Томак сыграл в последнем тринадцатом фильме киностудии Columbia о Бостонском Блэки — детективной комедии «Китайское приключение Бостонского Блэки» (1948), а также в криминальной мелодраме «Дневник криминального врача» (1949) и комедии «Девушка с „Фуллер браш“» (1950) с Люсиль Болл в главной роли.
Во второй половине 1950-х годов Томак сыграл бармена в мелодраме «Эти дикие годы» (1956) с Джеймсом Кэгни, официанта ночного клуба — в музыкальной комедии «Противоположный пол» (1956), а также репортёра — в фантастическом фильме «Дети космоса» (1958). В этот период Томак появился также в целой серии популярных комедий, среди них «Прожигая жизнь» (1954) с Дином Мартиным, «Девичья лихорадка» (1955) с Розалинд Расселл, «Моя сестра Эйлин» (1955) с Джеком Леммоном, «То особое чувство» (1956) с Бобом Хоупом и «Дамский угодник» (1961) с Джерри Льюисом. Последним фильмом Томака стала комедия «Плыть на преступном корабле» (1961) с Робертом Вагнером в главной роли.

## Карьера на телевидении
В 1949 году Томак начал работать на телевидении, сыграв Джима Джайлса, соседа главного героя (роль которого исполнил Уильям Бендикс), в 22 эпизодах успешного комедийного сериала «Жизнь семейства Райли» (1949-50). В 1952 году Томак сыграл Эла, друга главной героини, в 2 эпизодах недолговечного ситкома «Моя подруга Ирма» (1952), а в 1954 году играл постоянную роль Нобби Уолша, тренера главного героя, в 4 эпизодах сериала «История Джо Палуки» (1954). Кроме того, Томак играл разные роли в 5 эпизодах сериала «Приключения Супермена» (1952-58) и в 3 эпизодах сериала «Перри Мейсон» (1958-61), а также в отдельных эпизодах ещё более 20 сериалов.

## Актёрское амплуа и оценка творчества
В биографии Томака на сайте Internet Movie Database актёр был описан как «лысеющий, жёсткий на вид характерный бруклинский актёр», который «часто играл клерков, таксистов и водителей автобусов, а ещё чаще — как комичных, так и серьёзных бандитов второй руки, которые были одеты в чёрный костюм с белым галстуком».
За свою карьеру, охватившую три десятилетия, Томак снялся в 53 фильмах (часто без указания в титрах), но, по мнению Хэннсберри, он оставил свой след в жанре фильм нуар, сыграв более чем в 15 картинах этого жанра. Однако, как она отмечает далее, несмотря на многочисленные работы в кино, «значительно больше Томак известен по своей работе на телевидении, в частности, благодаря постоянным ролям в телесериалах „Моя подруга Ирма“ и „Жизнь семьи Райли“, а также многочисленными появлениями в сериалах „Перри Мейсон“ и „Приключения Супермена“».

## Личная жизнь
Сид Томак был женат на Вирджинии Лиделл. У пары было трое детей — сыновья Майкл (который стал актёром) и Питер, а также дочь Карен.

## Смерть
Сид Томак умер 12 ноября 1962 года в своём доме в Палм-Спрингс, Калифорния, от сердечной недостаточности в возрасте 55 лет

## Фильмография
| Год       |   | Русское название                         | Оригинальное название                    | Роль                                                  |
| --------- | - | ---------------------------------------- | ---------------------------------------- | ----------------------------------------------------- |
| 1940      | ф | Забытые девушки                          | Forgotten Girls                          | репортёр (в титрах не указан)                         |
| 1944      | ф | Волна, женский военный корпус и орпех    | A Wave, a WAC and a Marine               | Сид Томак, человек в такси                            |
| 1944      | ф | Песня открытой дороги                    | Song of the Open Road                    | гримёр (в титрах не указан)                           |
| 1946      | ф | Возбуждение в Бразилии                   | The Thrill of Brazil                     | Айрики Бауэрс                                         |
| 1947      | ф | Слепое пятно                             | Blind Spot                               | Майк Фостер, бармен                                   |
| 1947      | ф | Каникулы Блонди                          | Blondie's Holiday                        | Пит Броуди, судья на скачках                          |
| 1947      | ф | Ради любви к Расти                       | For the Love of Rusty                    | Моу Хэтч                                              |
| 1947      | ф | Двойная жизнь                            | A Double Life                            | изготовитель париков                                  |
| 1947      | ф | Подставленный                            | Framed                                   | бармен (в титрах не указан)                           |
| 1948      | ф | Моя девочка Тиза                         | My Girl Tisa                             | Бинка Бинка                                           |
| 1948      | ф | Бессмысленный триумф                     | Hollow Triumph                           | Артелл, менеджер                                      |
| 1948      | ф | Убийство для троих                       | Homicide for Three                       | таксист                                               |
| 1948      | ф | Сила зла                                 | Force of Evil                            | Тейлор (в титрах не указан)                           |
| 1948      | ф | История Бейба Рута                       | The Babe Ruth Story                      | бармен (в титрах не указан)                           |
| 1948      | ф | Моя девушка Тиза                         | My Girl Tisa                             | БинкаБинка (в титрах не указан)                       |
| 1948      | ф | Я люблю трудности                        | I Love Trouble                           | Бастер Баффин (в титрах не указан)                    |
| 1949      | ф | Китайское приключение Бостонского Блэки  | Boston Blackie's Chinese Venture         | коротышка                                             |
| 1949      | ф | Брошенная                                | Abandoned                                | Хьюмс, клерк бюро пропавших людей                     |
| 1949      | ф | Доктор и девушка                         | The Doctor and the Girl                  | мистер Коэн (в титрах не указан)                      |
| 1949      | ф | Дом незнакомцев                          | House of Strangers                       | официант (в титрах не указан)                         |
| 1949      | ф | Скорбный Джонс                           | Sorrowful Jones                          | официант у Стива (в титрах не указан)                 |
| 1949      | ф | Дневник криминального доктора            | The Crime Doctor's Diary                 | Блейн, он же Блейни Дип (в титрах не указан)          |
| 1949      | ф | Псевдоним Ник Бил                        | Alias Nick Beal                          | бармен (в титрах не указан)                           |
| 1949      | ф | Стучись в любую дверь                    | Knock on Any Door                        | Дьюк, барыга (в титрах не указан)                     |
| 1949—1950 | с | Жизнь семейства Райли                    | The Life of Riley                        | Джим Джиллис, 22 эпизода                              |
| 1950      | ф | Девушка с «Фуллер браш»                  | The Fuller Brush Girl                    | Бэнгс (в титрах не указан)                            |
| 1950      | ф | Люблю этого грубияна                     | Love That Brute                          | Болди Луи (в титрах не указан)                        |
| 1950      | ф | Свидание с опасностью                    | Appointment with Danger                  | проводник (в титрах не указан)                        |
| 1950      | ф | Переулок                                 | Side Street                              | Луи (в титрах не указан)                              |
| 1950      | ф | Чёрная рука                              | Black Hand                               | эксперт-почерквовед (в титрах не указан)              |
| 1950      | с | Серебряный театр                         | The Silver Theatre                       | 1 эпизод                                              |
| 1951      | ф | Джо Палука и тройной крест               | Joe Palooka in Triple Cross              | второй тренер                                         |
| 1951      | ф | Воссоединение в Рино                     | Reunion in Reno                          | Серж Филд                                             |
| 1951      | ф | Два билета на Бродвей                    | Two Tickets to Broadway                  | 2-й водитель автобуса (в титрах не указан)            |
| 1951      | ф | Никогда не доверяй игроку                | Never Trust a Gambler                    | Эмиль Джиллис, водитель автобуса (в титрах не указан) |
| 1951      | с | Театр Бигелоу                            | The Bigelow Theatre                      | 1 эпизод                                              |
| 1952      | ф | Кто-то любит меня                        | Somebody Loves Me                        | Гарри Лейк                                            |
| 1952      | ф | Женщина с Севера                         | Woman of the North Country               | гостиничный клерк (в титрах не указан)                |
| 1952      | ф | Бандитская империя                       | Hoodlum Empire                           | Мейерс (в титрах не указан)                           |
| 1952—1953 | с | Моя подруга Ирма                         | My Friend Irma                           | Эл, 2 эпизода                                         |
| 1952—1958 | с | Приключения Супермена                    | Adventures of Superman                   | 5 эпизодов                                            |
| 1954      | ф | Прожигая жизнь                           | Living It Up                             | ведущий                                               |
| 1954      | с | Телевизионный театр «Форда»              | The Ford Television Theatre              | 2 эпизода                                             |
| 1954—1955 | с | История Джо Палуки                       | The Joe Palooka Story                    | Нобби Уолш, 4 эпизода                                 |
| 1955      | ф | Моя сестра Эйлин                         | My Sister Eileen                         | продавец (в титрах не указан)                         |
| 1955      | с | Театр «Пепси-Колы»                       | The Pepsi-Cola Playhouse                 | 1 эпизод                                              |
| 1955      | с | Студия 57                                | Studio 57                                | 1 эпизод                                              |
| 1955      | с | Шоу Рэда Скелтона                        | The Red Skelton Show                     | 1 эпизод                                              |
| 1955      | с | Театр Деймона Раниона                    | Damon Runyon Theater                     | 1 эпизод                                              |
| 1955      | с | Я женился на Джоан                       | I Married Joan                           | 1 эпизод                                              |
| 1955—1957 | с | Театр «Дженерал Электрик»                | General Electric Theater                 | 2 эпизода                                             |
| 1956      | ф | Кеттлы в Озарке                          | The Kettles in the Ozarks                | Бенни                                                 |
| 1956      | ф | Противоположный пол                      | The Opposite Sex                         | официант ночного клуба (в титрах не указан)           |
| 1956      | ф | Эти дикие годы                           | These Wilder Years                       | Джесс, бармен (в титрах не указан)                    |
| 1956      | ф | Это особое чувство                       | That Certain Feeling                     | владелец тира (в титрах не указан)                    |
| 1956      | ф | Напор девушки                            | The Girl Rush                            | бизнес-менеджер Виктора (в титрах не указан)          |
| 1956      | с | Ярость                                   | Fury                                     | 1 эпизод                                              |
| 1956      | с | Выбор народа                             | The People's Choice                      | 1 эпизод                                              |
| 1957      | ф | Весеннее воссоединение                   | Spring Reunion                           | хозяин ресторана (в титрах не указан)                 |
| 1957      | с | Джейн Уаймен представляет Театр у камина | Jane Wyman Presents The Fireside Theatre | 1 эпизод                                              |
| 1957      | с | Как выйти замуж за миллионера            | How to Marry a Millionaire               | 1 эпизод                                              |
| 1957      | с | Знакомьтесь: Макгроу                     | Meet McGraw                              | 1 эпизод                                              |
| 1958      | ф | Космические дети                         | The Space Children                       | репортёр Дэн Уикс (в титрах не указан)                |
| 1958      | ф | Слишком много, слишком быстро            | Too Much, Too Soon                       | Гарри / Дик Харрисон (в титрах не указан)             |
| 1958      | с | Шоу Энн Сотерн                           | The Ann Sothern Show                     | 2 эпизода                                             |
| 1958—1959 | с | Шоу Донны Рид                            | The Donna Reed Show                      | 2 эпизода                                             |
| 1958—1961 | с | Перри Мейсон                             | Perry Mason                              | 3 эпизода                                             |
| 1959      | ф | Последний поезд из Ганн-Хилл             | Last Train from Gun Hill                 | жилец (в титрах не указан)                            |
| 1959      | ф | Никогда не кради по мелочи               | Never Steal Anything Small               | маленький человек (в титрах не указан)                |
| 1960      | ф | Самый дурацкий корабль в армии           | The Wackiest Ship in the Army            | Артур, бармен в клубе «Кенгуру» (в титрах не указан)  |
| 1960      | ф | Разбуди меня, когда всё закончится       | Wake Me When It's Over                   | Сэм, бармен (в титрах не указан)                      |
| 1960      | с | Дэн Рейвен                               | Dan Raven                                | 1 эпизод                                              |
| 1961      | ф | Плыть на преступном корабле              | Sail a Crooked Ship                      | Сэмми                                                 |
| 1961      | с | Мистер Эд                                | Mister Ed                                | 1 эпизод                                              |
| 1961      | с | Сажать в тюрьму                          | Lock Up                                  | 1 эпизод                                              |
| 1961      | с | Пит и Глэдис                             | Pete and Gladys                          | 1 эпизод                                              |
| 1961      | с | Король бриллиантов                       | King of Diamonds                         | 1 эпизод                                              |
| 1961      | с | Годы беззакония                          | The Lawless Years                        | 1 эпизод                                              |
| 1961      | с | Отец-холостяк                            | Bachelor Father                          | 1 эпизод                                              |
| 1962      | с | Приграничный цирк                        | Frontier Circus                          | 1 эпизод                                              |